# Spurius Lucretius Tricipitinus
Spurius Lucretius Tricipitinus ist eine Figur der legendären römischen Frühzeit. Er war Vater der Lucretia, deren Vergewaltigung durch Sextus Tarquinius in Verbindung mit ihrem daraus resultierenden Selbstmord die Vertreibung des letzten römischen Königs und den Beginn der Römischen Republik zur Folge gehabt haben soll. In der frühen Überlieferung blieb Lucretius sehr farblos, erst später bekam er auf Betreiben der Gens der Lucretier mehr Profil, unter anderem wurden ihm mehrere Ämter zugeschrieben. So soll er noch zur Königszeit des Tarquinius Superbus Stadtpräfekt gewesen sein.
Die eigentliche Vertreibung soll vor allem von seinem Schwiegersohn Lucius Tarquinius Collatinus, Lucius Iunius Brutus und Publius Valerius Poplicola durchgesetzt worden sein. Während der ersten Wahlen zum Konsulat habe Lucretius als mit der Abhaltung der Wahlen betrauter Interrex fungiert. Nach dem Rückzug des Lucius Iunius Brutus vom Amt des Konsuls soll Lucretius erster Suffektkonsul der Republik geworden, aber noch innerhalb der Amtsperiode von Marcus Horatius Pulvillus abgelöst worden sein.
Die Person des Spurius Lucretius Tricipitinus und seine Taten sind ganz oder zumindest in weiten Teilen dem römischen Mythos zuzuschreiben.